# Bisdom Fresno
Het bisdom Fresno (Latijn: Dioecesis Fresnensis) is een rooms-katholiek bisdom met als zetel Fresno, in de Amerikaanse staat Californië. Het bisdom is suffragaan aan het aartsbisdom Los Angeles. 

## Geschiedenis
Het bisdom werd opgericht op 6 oktober 1967, uit delen van het bisdom Monterey-Fresno.

## Parochies
Het bisdom had in 2021 een oppervlakte van 91.268 km2 en telde 2.985.800 inwoners waarvan 41,3% rooms-katholiek was.

## Bisschoppen
- Timothy Finbar Manning (16 oktober 1967 - 26 mei 1969)
- Hugh Aloysius Donohoe (22 augustus 1969 - 1 juli 1980)
  - Roger Michael Mahony (hulpbisschop: 7 januari 1975 - 15 februari 1980; kardinaal in 1991)
- José de Jesús Madera Uribe (1 juli 1980 - 28 mei 1991; coadjutor sinds 12 december 1979)
- John Thomas Steinbock (15 oktober 1991 - 5 december 2010)
- Armando Xavier Ochoa (1 december 2011 - 5 maart 2019)
- Joseph Vincent Brennan (5 maart 2019 - heden)

## Galerij van afbeeldingen

Wapen van het bisdom
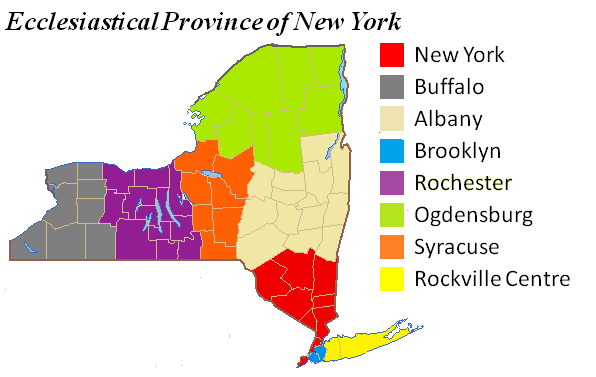
Kerkprovincie met aartsbisdom en suffragane bisdommen
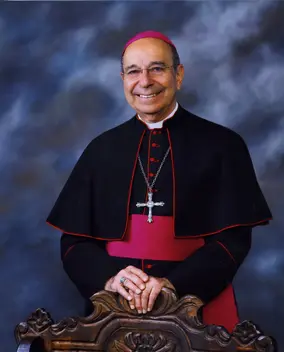
Bisschop Armando Xavier Ochoa (2011-2019)

Los Angeles (aartsbisdom) · Fresno · Monterey in Californië · Orange in Californië · San Bernardino · San Diego